# Демидов, Алексей Иванович
Алексе́й Ива́нович Деми́дов (1754—1826) — русский военачальник, генерал-лейтенант флота.

## Биография
Родился в 1754 году. Отец — Иван Васильевич Демидов (1713—1792), мать — Фёкла Петровна Морозова (1728—1776). В 1743 году отец служил фейерверкером в лаборатории рисования планов в Санкт-Петербургской морской артиллерийской школе. Далее состоял в чине генерал-цейхмейстера и генерал-поручика флота. В семье был ещё один сын — Дмитрий Иванович Демидов (14.07.1758 — 21.03.1793) — капитан артиллерии.
Дата вступления в военную службу неизвестна.
С 1795 по 1797 годы был предводителем дворянства Новгородской губернии.
С 9 апреля 1798 года — генерал-майор.
В 1798 году — командир Роченсальмского гарнизонного полка.
В 1799 году — шеф Азовского гарнизонного полка.
Был начальником морской артиллерии, с 1800 года — генерал-лейтенант флота, служил при адмиралтействе.
Имел огромную библиотеку (старинные рукописи и карты, коронации царственных особ) в своём Орловском имении, которая была продана книготорговцам А. А. Порешу и Н. В. Соловьёву после смерти.
Умер в 1826 году. Похоронен на Лазаревском кладбище Александро-Невской лавры в Санкт-Петербурге вместе с супругой — Еленой Ивановной Козляниновой (1762—1800), с которой прожил 18 лет. Кроме законнорожденных сыновей — Дмитрия и Александра, имел незаконнорожденного — Никита Алексеевич Бухтеяров был рождён от однодворки Орловской губернии.

## Награды
Был награждён орденом Св. Георгия 4-й степени за выслугу лет (№ 1493; 15.12.1802). Также награждён другими орденами Российской империи.